# Ornitin
Ornitin je aminokiselina koja se formira u ciklusu ureje putem odvajanja ureje od arginina. On se javlja u centralnom delu tog ciklusa i omogućava uklanjanje suvišnog azota. L-Ornitin je prekurzor citrulina i arginina.

## Spoljašnje veze
|  | Molimo Vas, obratite pažnju na važno upozorenje u vezi sa temama iz oblasti medicine (zdravlja). |